# Hotel del amor

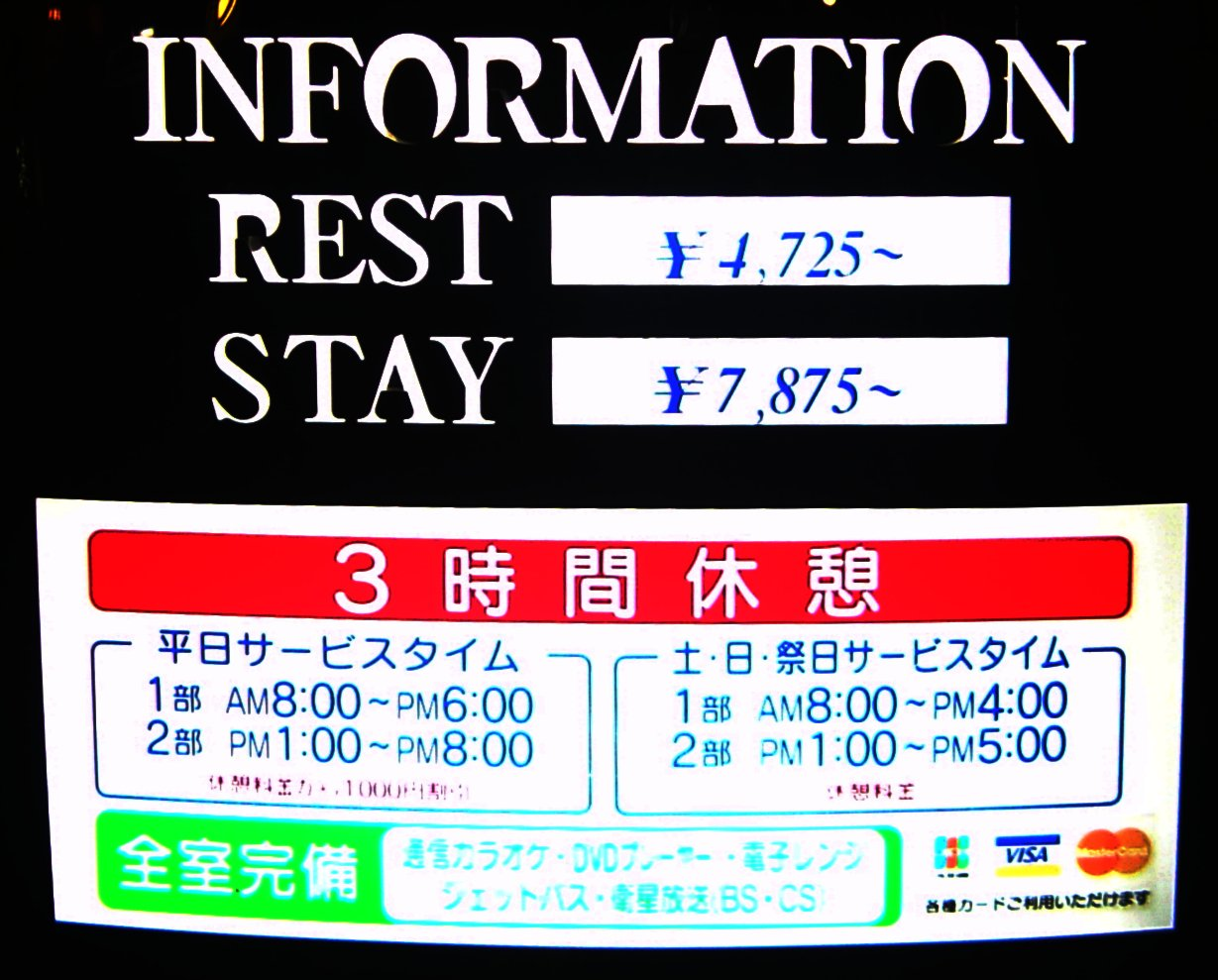
Cartel de un hotel del amor.

Un hotel del amor, también denominado por el anglicismo love hotel (del japonés ラブホテル rabuhoteru) es un tipo de hotel típico del Japón que ofrece privacidad y discreción para una pareja que desee tener relaciones sexuales. Existen otros nombres procedentes del inglés para designar estos hoteles, como romance hotel, fashion hotel o boutique hotel. Es el equivalente al albergue transitorio o motel, típico de los Estados Unidos.

## Historia

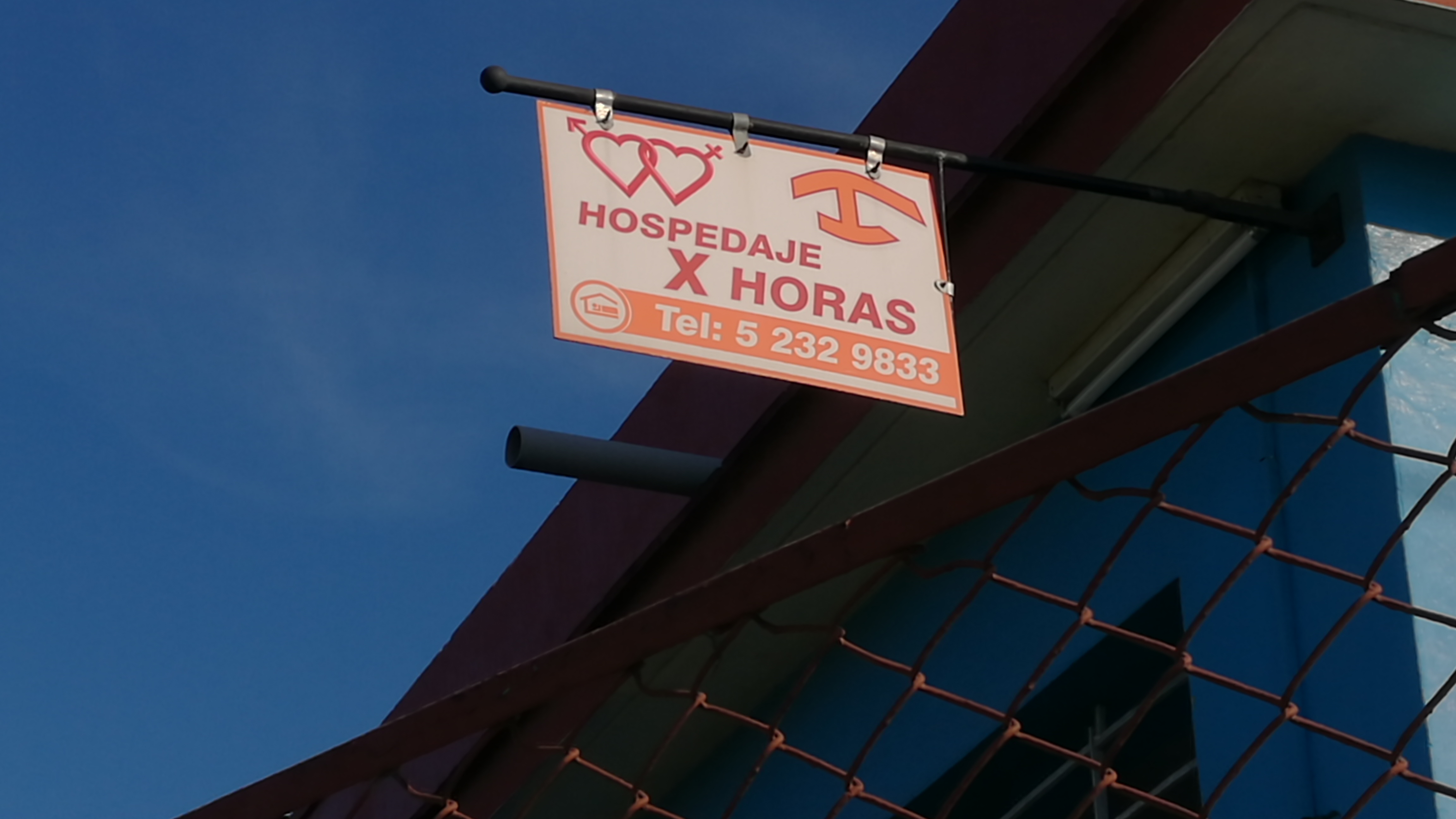
Hotel del amor. La Habana, Cuba, 2017.

En Japón, los hoteles del amor (ラブホテル), también llamados «fashion hotel» (ファッションホテル), «boutique hotel» (ブティックホテル) o menos eufemísticamente «hotel del sexo» (Hホテル) provienen de los salones de té (出会茶屋, shukkaichaya) en los barrios de placer en el período Edo, utilizados para encuentros entre las prostitutas y sus clientes, pero también por los amantes. Durante la Segunda Guerra Mundial se crearon salones para el encuentro (待合, machiai). Tras la Segunda Guerra Mundial, se adoptó el nombre tsurekomi yado (連れ込み宿), originalmente para alojamientos sencillos mantenidos por familias con algunas habitaciones libres. Estos establecimientos aparecieron por primera vez alrededor de Ueno (Tokio), en parte debido a la demanda por las fuerzas ocupantes, y se expandieron a partir de 1958 cuando se abolió la prostitución y el negocio pasó a hacerse en secreto. La introducción del automóvil en los años 1960 vino acompañada por la del motel, lo que contribuyó a dar a conocer el concepto.
El nombre «love hotel» puede tener su origen en un establecimiento en Osaka llamado Hotel Love, que tenía un anuncio giratorio en el tejado. El texto de la señal se podía malinterpretar como «love hotel», nombre que acabó designando al concepto en general. Sin embargo, en Japón, el término ha caído en desuso debido en parte a la sucesión de eufemismos que han ido substituyendo los conceptos anteriores.
La mayor parte de los clientes de los hoteles del amor son parejas casadas que buscan la intimidad que no tienen en su propia vivienda, aunque también se utilizan estos establecimientos para la prostitución y las citas por compensación (援助交際 enjo kōsai).
En Latinoamérica, el hotel del amor también se denomina como «hotel de paso» o «motel», el cual es un espacio que se contrata por tiempo para parejas que buscan momentos de intimidad y la diferencia con un hotel del amor nipón es que implica tener instalaciones con diseño vanguardistas, que garantizan aspectos como higiene, privacidad y seguridad, además de contar con instalaciones o mobiliarios llamadas Atracciones dentro de las habitaciones que fomentan prácticas sexuales divertidas.

## Servicios
Los hoteles del amor suelen ofrecer descansos (sexo) de varias horas (por alrededor de 5000 ¥ (38 €)) o una noche entera (10.000 ¥ (76 €)). Como estos establecimientos no están pensados para viajeros sino para clientes casuales, lo que suele suponer que no se puede reservar una habitación, salir del hotel supondrá no poder volver a entrar en la habitación y las estancias de una noche sólo estarán disponibles a partir de las 10 de la noche.
Las entradas de estos hoteles son discretas y se deja al mínimo la interacción con la plantilla, de forma que a menudo las habitaciones se eligen pulsando un botón de un panel.
Los hoteles del amor suelen estar concentrados en determinados distritos urbanos, como Dōgenzaka, Shinjuku, Shibuya,  Ueno (Tokio) o situados cerca de las afueras de la ciudad para facilitar el acceso en coche.